# Los Altos Hills
Los Altos Hills är en industristad i Santa Clara County, Kalifornien, USA. Befolkningen var 8046 år 2011. Det är en av de rikaste platserna i USA.